# Book Forum Lviv

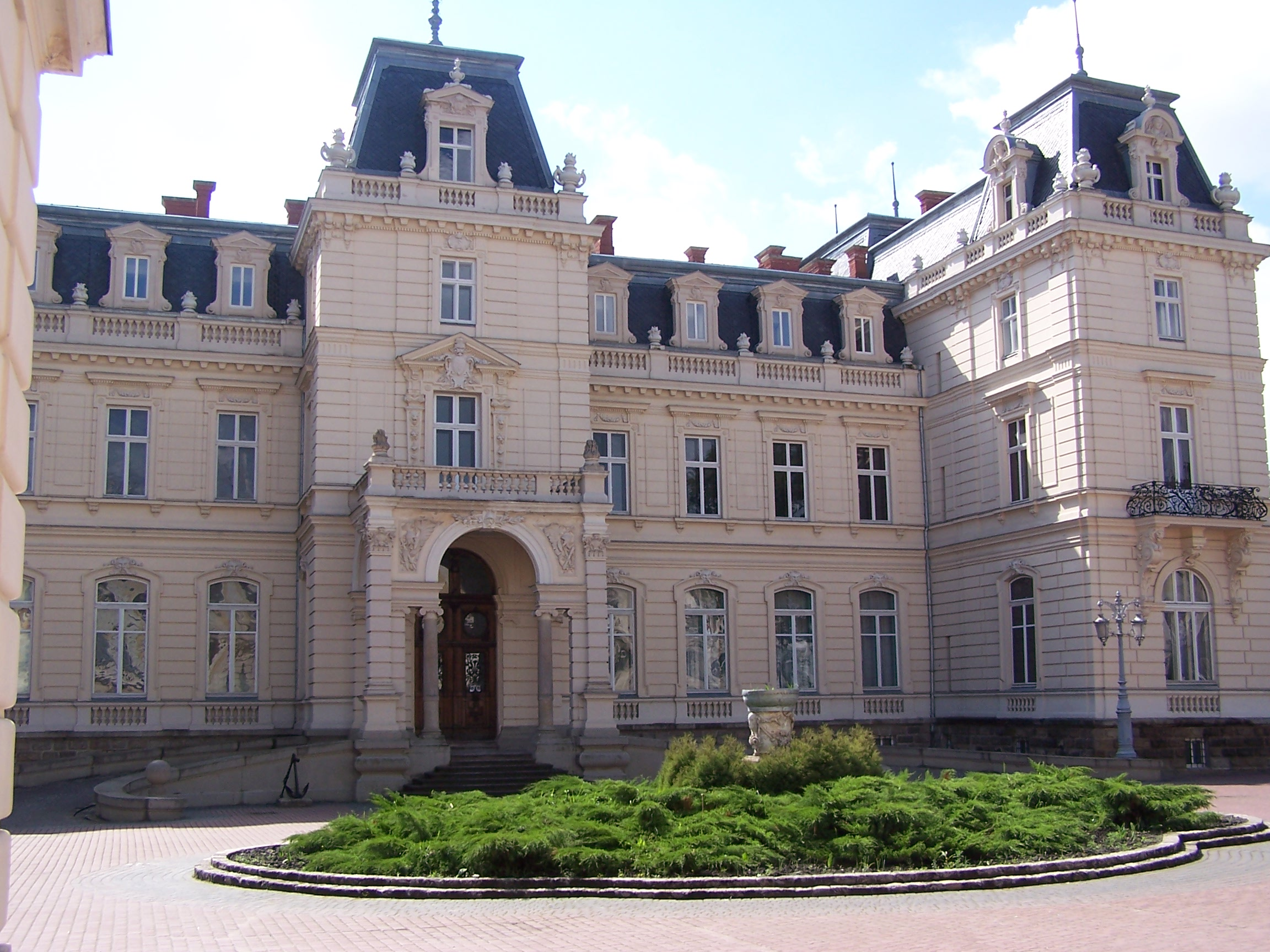
Палац Потоцьких, біля якого відбувається Форум

«Book Forum Lviv» або «BFL», також відомий до 2018 року як «Форум видавців у Львові» — книжковий ярмарок і Львівський міжнародний літературний фестиваль. З 1994 року щовересня відбувається у Львові. Організатор — ГО «Форум видавців».
Найбільший український книжковий ярмарок та один з найбільш масових заходів подібного типу в Східній Європі. Головні експозиції розташовуються у Палаці мистецтв, біля палацу Потоцьких, а також на алеї Проспекту Свободи між пам'ятником Тарасові Шевченку і Оперним театром.
Мотто: Amor librorum nos unit (лат. «Любов до книг нас єднає»).

## Міжнародний фестиваль «BookForum»
Літературний фестиваль у межах Форуму видавців у Львові поступово виокремився у масштабну подію спочатку став масштабною подією спочатку всеукраїнського, а згодом і міжнародного рівня. У 2000 році фестиваль відвідало 25 тисяч осіб, а наступного року - 40 тисяч. З 2001 року подію відвідують іноземні гості. За останні 23 роки фестиваль охопив понад 2 500 унікальних авторів з 43 країн, а також 15 000 фахівців книжкової галузі. Щороку на фестиваль з-поза Львова приїжджає понад 10 тисяч людей.
Це — територія свободи. Щороку фестиваль формулює фокусну тему, довкола якої вибудовує програму. Це сотні подій у різних локаціях Львова. Програму заходів формують тематичні кластери і спецпроєкти як-от «Історія», «Війна», «Медіа», «Комікси», «Освіта», «Бізнес та економіка», «Жінка в темі» «Наука і технології», «Філософія», «Здоров'я», «Мандри», «Стиль життя» тощо.

## Хронологія форуму

### 1994
Перший «Форум видавців у Львові» відбувся у вересні 1994 року в Національному музеї у Львові. Науково-художньому фонді митрополита Андрея Шептицького. За словами майбутнього президента «Форуму видавців» Олександри Коваль, що тоді працювала директором видавничої спілки «Просвіта», він «був відповіддю на кризу 1992–1993 років, яка перетворила книготорговельну мережу України на пустелю» і «мав стати платформою для ділового спілкування учасників книжкового ринку, насамперед видавців із книгарями, а також для залучення до дискусії ширшого культурного кола: авторів, перекладачів, редакторів, художників, музикантів».
Перший «Форум» складався з книжкового ярмарку та комплексу з 25 фахових і літературних заходів. Відбувався за підтримки Міжнародного фонду «Відродження» у співпраці з новоствореною Українською асоціацією видавців та книгорозповсюджувачів.
Взірцем, за яким хотілося робити форум, став для Олександри Коваль Міжнародний варшавський книжковий ярмарок. Відтоді й до середини 2000-х років свій стенд на форумі мав Франкфуртський книжковий ярмарок. Потім вони перестли приїжджати через відсутність запиту на співпрацю з українського боку.
Михайло Москаль створив логотип, на якому зображено двох равликів, що підпирають мушлями вертикально поставлену книгу. Равлики «символізують безмежність, відродження, незламність, рішучість, наполегливість, взаємодію». Логотип змінив свій вигляд 2018 року.
Програма «Форуму» включала: літературні акції і конкурси, презентації видавництв і авторів, авторські зустрічі, літературні читання, автограф-сесії, дискусії, круглі столи, перфоманси тощо.
Починаючи з цього року ГО «Форум видавців» бере участь в організації колективних експозиціях на міжнародних книжкових ярмарках у Варшаві, Москві, Франкфурті, Лейпцигу, Пізі, Вільнюсі.

### 1995
1995 року запроваджено премію «Книга Форуму видавців».

### 1997
1997 року від «Форуму» відокремлюється Літературний фестиваль. Найпопулярнішою його акцією є «Ніч поезії та музики non-stop».

### 2001
2001 року в Літературному фестивалі починають брати участь іноземні гості.

### 2002
2002 року запроваджено конкурс дитячого читання «Найкращий читач України». Завершальним етапом змаганням став дитячий фестиваль «Книгоманія». Конкурс-фестиваль триває протягом січня — травня. За весь час існування участь у ньому взяло близько 500 тисяч дітей з усіх областей України.

### 2005
2005 року конкурс «Найкращий читач України» став усеукраїнським.

### 2006
2006 року запроваджено щорічну благодійну акцію «Подаруй дитині книжку!».
Літературний фестиваль став міжнародним.

### 2007
2007 року «Найкращий читач України» і фестиваль «Книгоманія» стають частиною книжкового ярмарку «Форум видавців — дітям». Це єдина в Україні й одна із небагатьох у Центральній та Східній Європі подій, цілковито присвячених дитячій літературі та читанню.
2007 року в межах Форуму видавців у Львові запроваджено програму фахових заходів для книговидавців — «Бізнес-форум». 15 вересня в рамках ярмарку в приміщенні Львівського музею етнографії відбулася презентація «Українського фантастичного оглядача», першого україномовним журналу про літературу в жанрі фантастики на території України.
У 2007–2010 роках проводиться Міжнародний освітній форум «Освіта». Спеціалізована виставка освітніх технологій, навчальної та методичної літератури і закладів освіти та Міжнародний колоквіум «Європейський вимір української освіти» за участі керівників Міністерства освіти і науки України та науковців.

### 2008

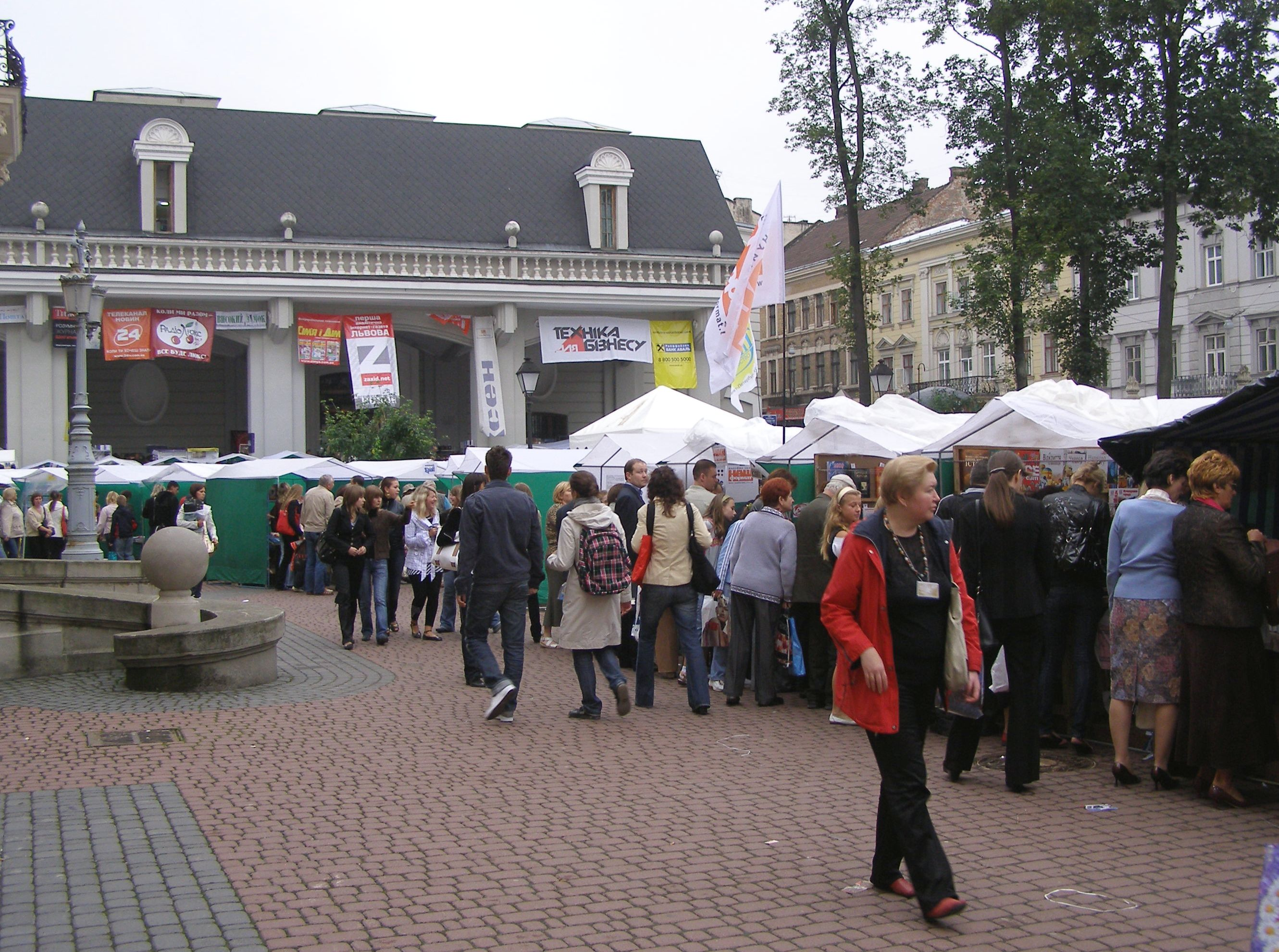
Книжковий форум 2008

У 2008–2012 роках два тижні перед «Форумом видавців — дітям» тривав «Читацький марафон», під час якого українські письменники відвідували львівські школи і проводили з ними конкурси, читання, дискусії тощо.

### 2009
Шістнадцятий «Форум видавців у Львові» й четвертий Львівський міжнародний літературний фестиваль
Фокусна тема Літературного фестивалю: «Сучасна література: національне vs глобальне»
Бізнес-форум: «Авторське право у видавничому бізнесі України»
Центральна дискусія: «Чи потрібна європейцям свобода»
Почесний гість Форуму: автор світових бестселерів, письменник і філософ із Норвегії Юстейн Ґордер
Спеціальні гості: Педро Ленц, Рафаель Урвайдер (Швейцарія), Карлес Ак Мор (Каталонія), Ірен Френ (Франція) Оля Савічевіч-Іванчевіч (Хорватія), Марек Краєвський (Польща), Джон Бернсайд (Велика Британія), Естер Шарґай (Каталонія), Коля Менсінг (Німеччина), Василь Махно (Україна/США), Євген Сверстюк, Павло Гірник, Роман Іваничук, Роман Лубківський, Ігор Калинець, Олег Лишега, Юрій Андрухович, фронтмен гурту «ТНМК» Олександр Сидоренко (Фоззі) (Україна).
Інші гості: Інґмара Балоде, Владас Бразюнас, Крістофер Вайт, Марк Галесник, Міхал Гворецький, Лінор Горалік
Відбулось: 427 акцій, з них 154 — в межах Літературного фостивалю.
Ключові дискусії: «Чи потрібна європейцям свобода»
«Сучасна література: національне vs глобальне»
«Тенденції розвитку сучасної перекладної літератури»
«Що потрібно українській літературі, аби бути успішною за кордоном»
«Феноменологія імені: Олександри, Олесі, Лесі»
«Тенденції розвитку сучасної української прози».
Загальна кількість відвідувачів: понад 68 000.

### 2010
Сімнадцятий «Форум видавців у Львові» і п'ятий Львівський міжнародний літературний фестиваль.
Дата проведення: 15–19 вересня 2010 року
Загальна кількість відвідувачів: понад 60 000.
У межах «Форуму видавців у Львові» запроваджено програму фахових заходів для бібліотекарів.
Запроваджено Міжнародний перекладацький фестиваль «TRANSLIT».

Ніч Поезії і музики нон-стоп. Львівська Філармонія. 2010 рік. 18 вересня.

Акредитовані журналісти: 546 журналістів з 242 видань, а саме: 102 газет, 58 інтернет-видань, 34 журнали, 23 телеканали, 22 радіо, а також: прес-центри і незалежні журналісти.
Учасники: 957 учасників, серед них: 222 стендові учасники, 735 безстендових учасників, 334 автора, 302 видавництва та видавничо-книготорговельних структур, 90 бібліотек, 87 книгарень, 53 друкарні та поліграфічні підприємства, 25 інститутів післядипломної педагогічної освіти, 11 фондів, 10 громадських організацій, 10 культурних центрів, 9 літературних агенцій та 26 культурно-освітніх організацій.
Star Guest: Януш Леон Вишневський (Польща)
Почесні гості: Адріан Сливоцький (США); о. Ксаверій Кнотц (Польща);
Спеціальні гості: Марек Краєвський (Польща); Кшиштоф Варґа (Польща); Леонідас Донскіс (Литва); Терезія Мора (Німеччина); Лєонід Юзефовіч (Росія); Лев Рубінштейн (Росія); Міхаіл Фрідман (Росія); Мирослав Маринович (Україна); Євген Бистрицький (Україна); Оксана Забужко (Україна); Юрій Андрухович (Україна); Ольга Богомолець (Україна); Перкалаба (Україна); Тарас Чубай (Україна); ДахаБраха (Україна); Група АукцЫон (Росія)
Кількість акцій: під час сімнадцятого «Форуму Видавців» відбулося понад 500 різноманітних акцій
5 в рамках «Форуму видавців» відбувся Львівський міжнародний літературний фестиваль (15–19 вересня)
За участі 334 авторів з 25 країн світу, а саме: Австрії, Азербайджану, Афганістану, Великої Британії, Грузії, Данії, Ізраїлю, Каталонії, Латвії, Литви, Німеччини, Норвегії, Польщі, Росії, Румунії, Сербії, Сінгапуру, Словаччини, Узбекистану, України, Фінляндії, Хорватії, Чехії, Швейцарія і Швеції.
Фестиваль зібрав близько 14 тисяч глядачів.
У рамках фестивалю відбулося 197 акцій.

### 2011
2011 року «Форум видавців — дітям» у зв'язку із розширенням формату і географії перейменовано у Львівський міжнародний дитячий фестиваль.
У 2011–2012 роках міжнародний проект «ArtDrome: literature and more» у межах програми культурних обмінів «TANDEM: Україна — Європейський Союз — Молдова».

### 2012
2012 року ГО «Форум видавців» організовує український стенд на Лейпцизькому книжковому ярмарку.
ГО «Форум видавців» став партнером міжнародного проекту «Книжкова платформа» [Архівовано 9 лютого 2014 у Wayback Machine.] (Book Platform) від України.
В межах Форуму видавців у Львові запроваджено Фестиваль культурного менеджменту і літературної критики КОНТЕКСТ.

### 2013

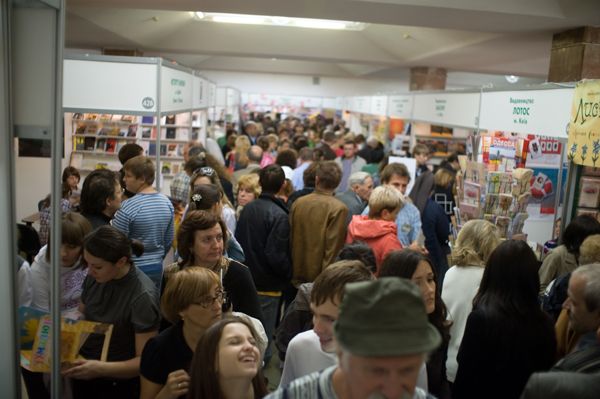
20 Форум видавців у Львові: Книжковий ярмарок (2013 р.)

2013 року в межах «Форуму видавців у Львові» запроваджено статус «Країна — Почесний гість», якою стає Польща.

### 2014
Двадцять перший Міжнародний книжковий «Форум видавців у Львові»
Дата: 10–14 вересня 2014 року
- Країна — Почесний гість: Країни Дунайського регіону
- Фокусна тема: 1914–1989. Коротке століття — велика епоха
- Спеціальна тема: UkrainEUkraine (культура і демократія)

У рамках «Форуму видавців» (10–14 вересня 2014 р.):
- Книжковий ярмарок (11–14 вересня)
- Львівський бібліотечний форум (спільно з Українською бібліотечною асоціацією)
- Урочиста церемонія вручення премії «Найкраща книга Форуму-2014» (11 вересня) (Проведення конкурсу на здобуття Премії: 1 червня — 10 вересня 2014 р.)
- Цикл заходів до 440-річчя першої друкованої української книжки
- Благодійна акція для людей літнього віку: «Третій вік — задоволення від читання»

Спеціальні проекти в межах Львівського міжнародного літературного фестивалю (10–14 вересня 2014 р.):
- Тарас Шевченко у часі і просторі. До 200-річчя від дня народження.
- Фестиваль короткого оповідання. До 150-річчя від дня народження Михайла Коцюбинського.
- Перекладацький фестиваль «ТРАНСЛІТ».
- Ніч поезії і музики нон-стоп
- 10. Молода республіка поетів
- Акції проекту «Львів — місто літератури»
- Програма дискусій «Жінка у світі, що змінюється»

Спеціальні гості літературного фестивалю: Мілєнко Єргович (Хорватія), Мартін Поллак (Австрія), Тімоті Снайдер (США), Петер Енґлунд (Швеція), Софі Оксанен (Фінляндія), Лявон Барщевський (Білорусь), Паскаль Брюкнер (Франція), Януш Ґловацький (Польща), Людмила Улицька (Росія).
Країни-учасники: Австралія, Австрія, Білорусь, Німеччина, Угорщина, Словаччина, Румунія, Болгарія, Сербія, Хорватія, Швейцарія, Італія, Чехія, Польща, Словенія, Боснія і Герцеговина, Чорногорія, Македонія, Албанія, Росія, Швеція, Норвегія, США, Канада, Нова Зеландія, Грузія.
18 липня 2014 року офіційно повідомлено, що на ярмарку не буде російських видавців, а українські книготорговельні компанії будуть попереджені про недоречність продажу книжок російського походження в сьогоднішніх умовах. Якщо російська продукція буде представлена на стендах видавництв, то її будуть маркувати згідно з ухвалою Львівської міської ради від 10 липня 2014 року.

### 2016
Двадцять третій Міжнародний книжковий «Форум видавців у Львові»
Дата: 12–18 вересня 2016 року
У рамках «Форуму видавців» (12–18 вересня 2016 р.):
- Книжковий ярмарок (15–18 вересня)
- Урочиста церемонія вручення премії «Найкраща книга Форуму-2016» (15 вересня)[16][17][18]

Спеціальні проекти в межах Львівського міжнародного літературного фестивалю (12–18 вересня 2016 р.):
- Ніч поезії і музики нон-стоп (17 вересня);
- Поетична вистава «Тичина, Жадан і Собаки» (16 вересня).
- Фестиваль «Місто Лема»[19]

### 2018[20]
11 червня 2018 року ГО «Форум видавців» оголосила про ребрендинг події, а також представила новий логотип. Відтепер назва події — BookForumLviv. А новий логотип символізує відкриту книгу, яка концептуально поєднує у собі чотири стихії: землю, вогонь, воду та повітря. Організатори пропонують людям: літати з книжками, горіти книжками, пірнати у книжки, зростати з книжками.

### 2020
У липні 2020 року повідомлено, що Львівський форум видавців вперше відбудеться в онлайн-форматі. Зважаючи на пандемію коронавірусу, організатори вирішили присвятити двадцять сьомий BookForum темі мінливого світу та місцю особистості у ньому – «Перепис населення: знати, хто ми є».

### 2021
Дата:15 вересня – 19 вересня 2021р.
Серед тематичних питань:
- Своя Справа
- Свій дім
- Свій край- свої межі- свій безкрай
- Свій погляд своє звучання
- Свій світ

За типами події поділялись на дискусії та презентації та відбувалися як онлайн та і офлайн.
15 кластерів були представленими 25 спікерами з 21 країни.  Серед гостей Ґерда Бліс (лавреатка Премії 2021-го року за роман «Ми світло» з Нідерландів), Ірен Сола  (лавреатка Премії 2020-го за «Мої пісні та гірські танці» з Іспанії), Каллія Пападакі (лавреатка Премії 2017-го за роман «Дендрити» з Греції), Ізабель Вері (лавреатка Премії 2013-го за роботу «Мерилін без кісток» з Бельгії), а також Діана Дуцик, Наталя Гуменюк, Вахтанг Кіпіані, Ростислав Семків, Ігор Козловський, Оксана Забужко, Сергій Квіт.
Також на даному форумі були оголошені переможці Best Book Award 2021.
Серед цікавих подій:
- Ніч поезії та музики non-stop
- Юрій Андрухович читав переклади Бруно Шульца
- Розмова з Едіт Івою Еґер

### 2022
29-й Міжнародний книжковий «Форум видавців у Львові»
Дата: 6–9 жовтня 2022 року
Через повномасштабне вторгнення Росії на територію України організатори змінили дати проведення та формат заходу. Трансляцію «Форуму видавців у Львові» можна буде побачити по всьому світу завдяки підтримці одного з найбільших світових літературних фестивалів Hay Festival (Велика Британія). Також захід у форматі офлайн зможуть відвідати сто спеціальних гостей за особистими запрошеннями.
Цьогорічний «BookForum» відбудеться за підтримки Агентства США з міжнародного розвитку (USAID), фестиваль проходитиме у межах «Сезону культури Британія/Україна», організованому Британською радою та Українським інститутом. Також захід підтримують Український інститут книги, ZINC, Фонд «Відкрите суспільство» та Суспільне мовлення.
У межах BookForum плануються 20 подій за участі понад 40 авторів з України, Великої Британії, США, Мексики, Сирії, Португалії, Франції, Ірану та Танзанії. Серед ключових тем фестивалю: жінки та війна, гроші та культура, пропаганда, воєнні злочини і пам'ять.
Куратором програми став письменник та спеціаліст з пропаганди Пітер Померанцев.
На BookForum виступлять Ніл Ґейман, Ювал Ной Харарі й Марґарет Етвуд.
Філіп Сендс, Джонатан Літтель, Станіслав Асєєв очолять дискусію про воєнні злочини й пам'ять, а Пітер Померанцев і лавреат Нобелівської премії з літератури у 2021 році Абдулразак Гурна — про імперіалізм й ідентичність.
Крім того, на фестивалі виступлять нейрохірург і письменник Генрі Марш, філософ Володимир Єрмоленко, письменник Олександр Михед й інші.

## Гості Форуму видавців

### Почесні гості Форуму видавців

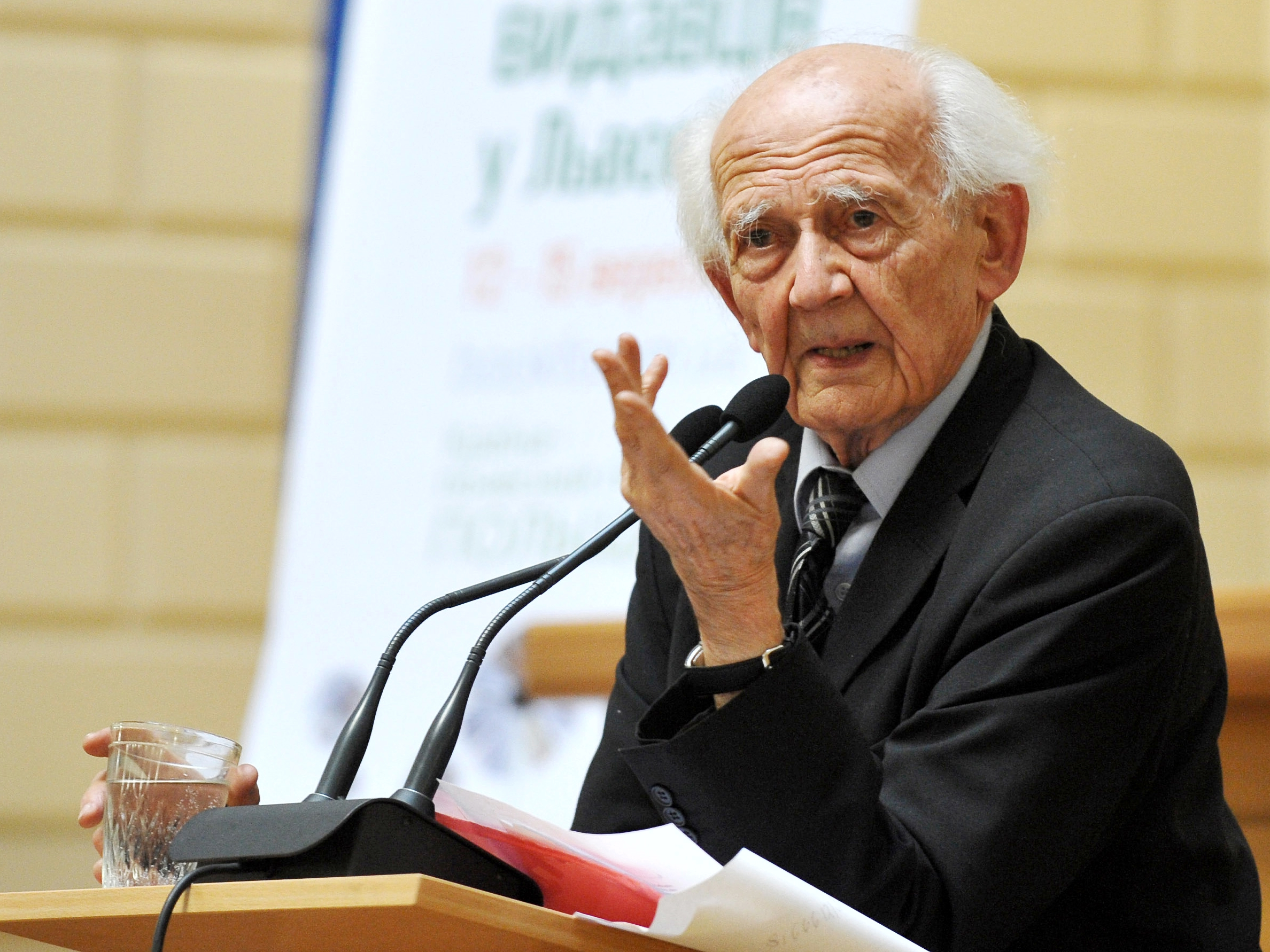
Публічна лекція Зигмунта Баумана на 20 Форумі видавців у Львові (2013 р.)

2004 — Пауло Коельо (Бразилія)
2005 — Оксана Забужко (Україна)
2006 — Іван Дзюба (Україна)
2007 — Петер Вайдгаас (Німеччина)
2008 — Роман Віктюк (Україна)
2009 — Юстейн Ґордер (Норвегія)
2010 — Януш Леон Вишневський (Польща)
2011 — Ерленд Лу (Норвегія)
2012 — Ді-Бі-Сі П'єр (Велика Британія)
2013 — Зигмунт Бауман (Польща)
2016 — Фредерік Беґбеде (Франція)
2018 — Марсі Шор (США) і Енн Епплбом (США-Польща)

### Спеціальні гості Форуму видавців
2005 — Олександра Мариніна (Росія), Людмила Петрушевська (Росія)
2007 — Катажина Ґрохоля (Польща), Петро Вайль (Росія)
2008 — Давід-Дефі Гогібедашвілі (Грузія), Марцеліус Мартінайтіс (Литва), Януш Гловацький (Польща), Тетяна Толстая, Володимир Сорокін (Росія), Роман Іваничук, Роман Лубківський, Ігор Калинець, Олег Лишега, Кость Москалець та Юрій Андрухович (Україна) з групою «Карбідо» (Польща)
2009 — Педро Ленц, Рафаель Урвайдер (Швейцарія), Карлес Ак Мор (Каталонія), Ірен Френ (Франція), Оля Савичевич Іванчевич (Хорватія), Марек Краєвський (Польща), Джон Бернсайд (Велика Британія), Естер Шарґай (Каталонія), Коля Менсінг (Німеччина), Василь Махно (Україна/США), Євген Сверстюк, Павло Гірник, Роман Іваничук, Роман Лубківський, Ігор Калинець, Олег Лишега, Юрій Андрухович, фронтмен гурту «ТНМК» Фоззі (Україна)
2010 — Марек Краєвський (Польща), Кшиштоф Варґа (Польща), Леонідас Донскіс (Литва), Терезія Мора (Німеччина), Лєонід Юзефовіч (Росія), Лев Рубінштейн (Росія), Міхаіл Фрідман (Росія), Мирослав Маринович (Україна), Євген Бистрицький (Україна), Оксана Забужко (Україна), Юрій Андрухович (Україна), Ольга Богомолець (Україна), Перкалаба (Україна), Тарас Чубай (Україна), ДахаБраха (Україна), Група АукцЫон (Росія)
2011 — Анджей Менцвель, Марек Краєвський, Адам Міхнік, Ольга Токарчук (Польща), Арво Валтон (Естонія), Геннадій Бурбуліс (Росія), Мирослав Попович, Ярослав Грицак, Василь Шкляр, Марія Матіос (Україна)
2012 — Адам Загаєвський (Польща), Мартін Поллак (Австрія), Генрик Гринберг (США), Арсеній Рогінскій (Росія), Валерій Панюшкін (Росія), Оксана Забужко (Україна), Валерій Шевчук (Україна)
2013 — Джерем Стронґ (Велика Британія), Наталя Бабіна (Білорусь), Анрік Казасес (Каталонія), Адам Міхнік (Польща), Ришард Криницький (Польща), Данута Валенса (Польща), Кшиштоф Зануссі (Польща), Ліна Екдаль (Швеція), Емма Андієвська (Україна/Німеччина), Юрій Андрухович (Україна), Сергій Жадан (Україна)

### Країни— Почесні гості Форуму видавців
2013 — Польща
2014 — країни Дунайського регіону

### Зірки на Форумі видавців у Львові

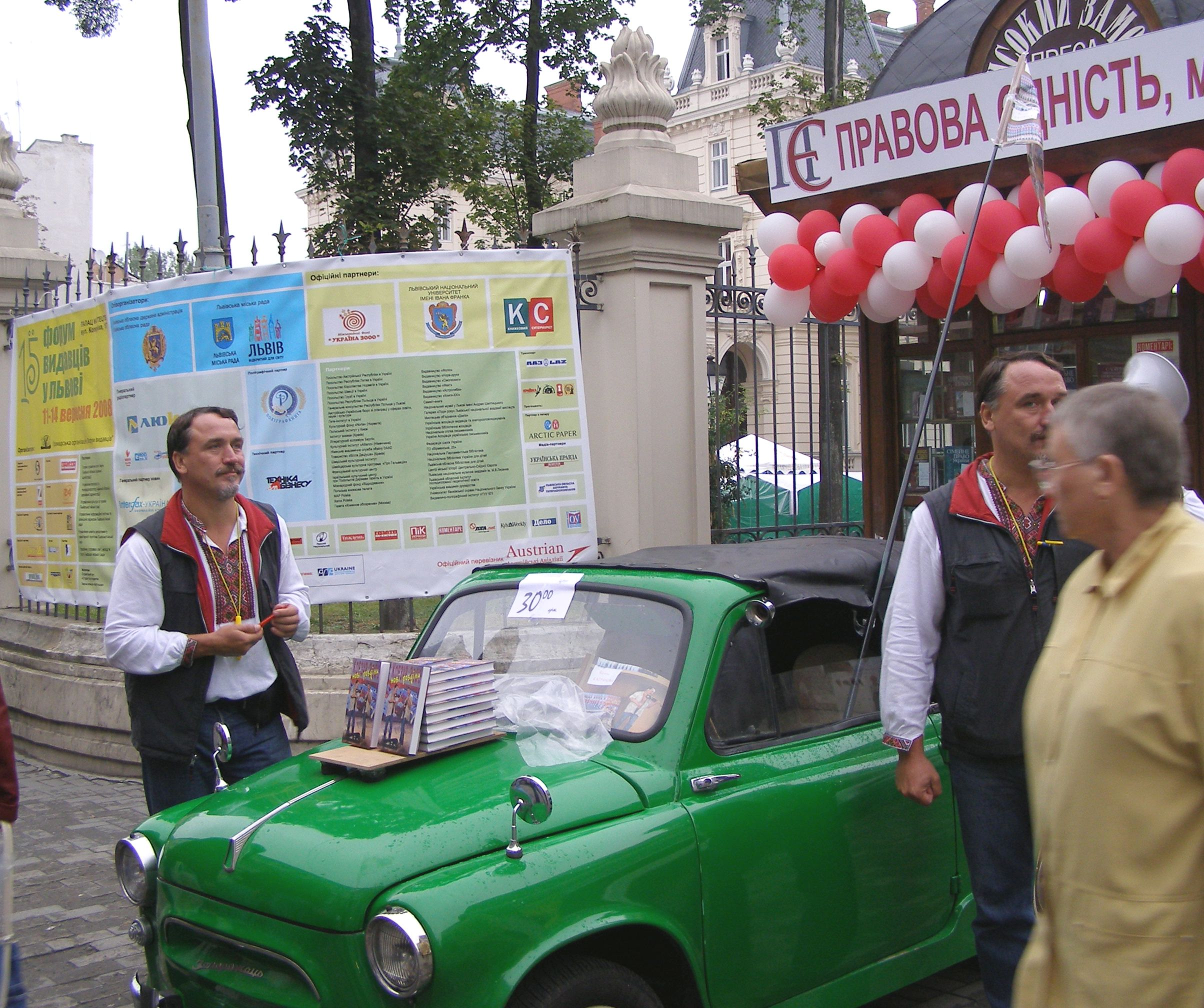
Брати Капранови презентують свої книжки на власному горбатому «Запорожці» (2008 рік)

Традиційно у заходах Форуму беруть участь найвідоміші українські письменники: Оксана Забужко, Юрій Андрухович, Віктор Неборак, Ірен Роздобудько, Світлана Поваляєва, Тарас Прохасько, Таня Малярчук, Лариса Денисенко, Юрій Покальчук, Наталка Сняданко, Сергій Жадан, Ірена Карпа та ін.
Під час акції «Книжка від зірки», яка відбувалась в межах Львівського міжнародного дитячого фестивалю, уривки зі своїх улюблених книжок дітям читали Святослав Вакарчук, Сашко Положинський, Ані Лорак, Руслана, Фома, Віталій Кличко, Василь Вірастюк, Катерина Серебрянська, Ліка Роман, Вова зі Львова, Тарас Чубай та інші.

## Статистика форуму
Кількість відвідувачів за роками:

Кількість учасників за роками:

Кількість заходів за роками:

## Логотипи

Інша версія сучасного логотипу Book Forum Lviv

## Відео
- Брати Капранови (2014)
- Антін Мухарський (2014)
- Левко Лук'яненко (2014)